# Moo (restaurant)
Moo és un restaurant creat el 2003 i ubicat a la planta baixa de l'Hotel Omm, al carrer Rosselló 265, al costat del passeig de Gràcia de Barcelona, regentat per Rosa María Esteva, en un espai, obra de l'arquitecte Juli Capella, que el 2005 va rebre a Nova York el premi al millor petit hotel de disseny al món, i amb els germans Roca, uns col·laboradors de luxe al capdavant de la proposta gastronòmica. L'any 2006 aconseguí una estrella Michelin. L'any 2014 el restaurant es reinventà reconvertint-se com a 'Roca Moo'. Finalment, aquest va tancar les portes el juliol del 2018.